# Dale Russell
Dale A. Russell (San Francisco, 1937. december 27. – 2019. december 21.) kanadai geológus, őslénykutató, az Észak-Karolinai Állami Egyetem Tengerbiológiai és Atmoszferikus Tudományok Karának (North Carolina State University The Department of Marine Earth and Atmospheric) kutatóprofesszora. Azon őslénykutatók közé tartozik, akik szerint földönkívüli ok (szupernóva, üstökös vagy kisbolygó) felelős a dinoszauruszok kipusztulásáért. Az általa leírt legismertebb dinoszauruszok közé tartozik a Daspletosaurus. Emellett a nevéhez fűződik a vitatott dinoszauroid gondolatkísérlet is, melyet kritikusai túl emberszerűnek tartanak.

## Fordítás
- Ez a szócikk részben vagy egészben a Dale Russell című angol Wikipédia-szócikk ezen változatának fordításán alapul.  Az eredeti cikk szerkesztőit annak laptörténete sorolja fel. Ez a jelzés csupán a megfogalmazás eredetét és a szerzői jogokat jelzi, nem szolgál a cikkben szereplő információk forrásmegjelöléseként.

## Külső hivatkozások
- Russell. DinoData. (Hozzáférés: 2010. szeptember 20.)
- Russell. DinoData. (Hozzáférés: 2010. szeptember 20.)